# Mailly-le-Camp
Pour les articles homonymes, voir Mailly et Camp.
Mailly-le-Camp est une commune française, située dans le département de l'Aube en région Grand Est. Ses habitants sont appelés les Maillochains et les Maillochaines. La ville est connue pour abriter un grand camp militaire depuis le début du XXe siècle.

## Géographie
| Montépreux Marne  | Sommesous Marne |         |
| Semoine           | Mailly-le-Camp  | Poivres |
| Villiers-Herbisse |                 | Trouans |

En Champagne crayeuse, le village est à mi-chemin entre les villes de Troyes et de Châlons-en-Champagne.

### Hydrographie
La commune est dans la région hydrographique « la Seine de sa source au confluent de l'Oise (exclu) » au sein du bassin Seine-Normandie. Elle est drainée par l'Huitrelle, un bras de l'Huitrelle, un bras de l'Huitrelle, le ruisseau Saint-Antoine et divers autres petits cours d'eau,.
L'Huitrelle, d'une longueur de 23 km, prend sa source dans la commune  et se jette  dans l'Aube à Vinets, après avoir traversé huit communes.

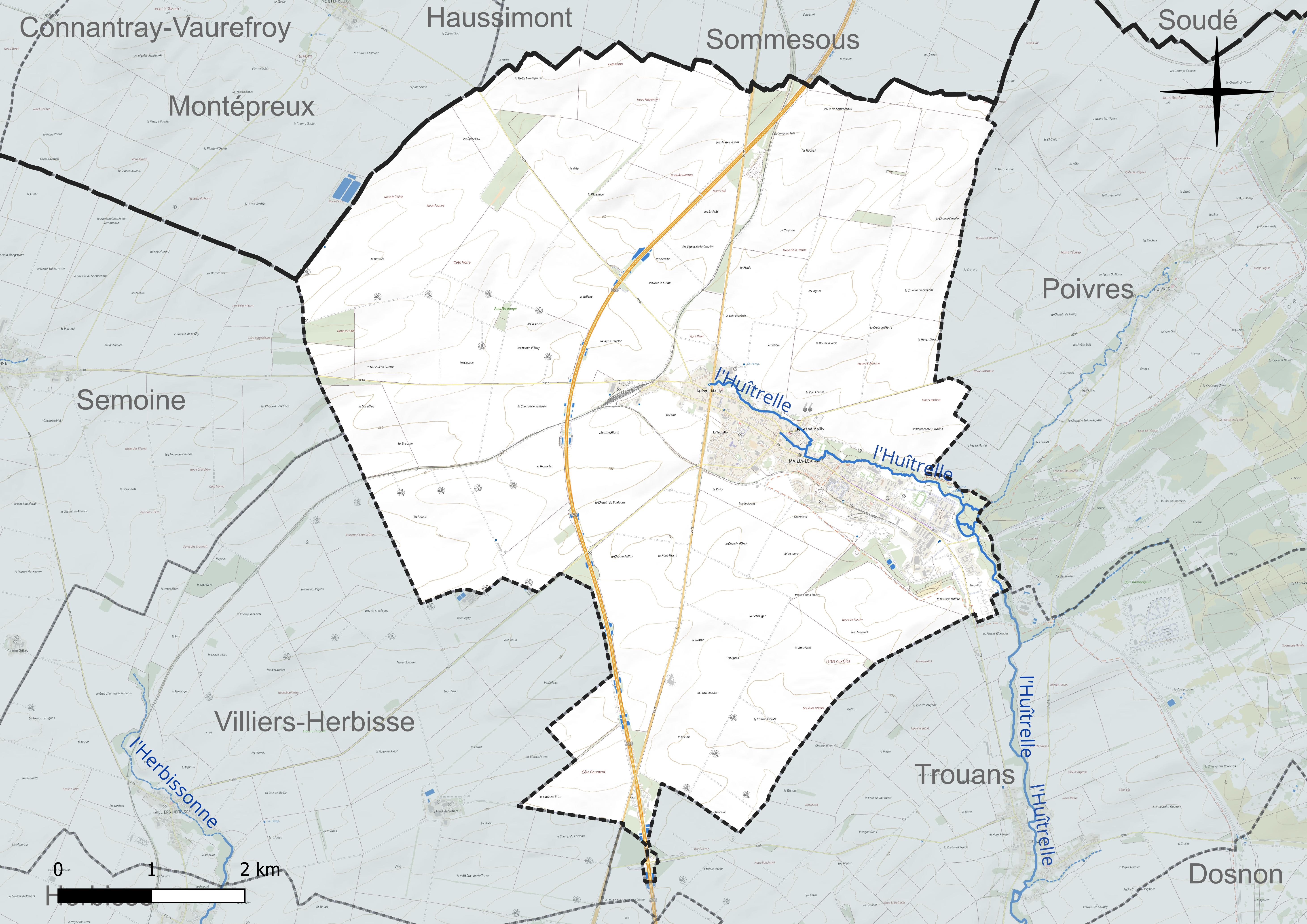
Réseau hydrographique de Mailly-le-Camp.

### Climat
Pour des articles plus généraux, voir Climat du Grand Est et Climat de l'Aube.
En 2010, le climat de la commune est de type climat océanique dégradé des plaines du Centre et du Nord, selon une étude du Centre national de la recherche scientifique s'appuyant sur une série de données couvrant la période 1971-2000. En 2020, Météo-France publie une typologie des climats de la France métropolitaine dans laquelle la commune est exposée à un climat océanique altéré et est dans la région climatique Nord-est du bassin Parisien, caractérisée par un ensoleillement médiocre, une pluviométrie moyenne régulièrement répartie au cours de l’année et un hiver froid (3 °C).
Pour la période 1971-2000, la température annuelle moyenne est de 10,3 °C, avec une amplitude thermique annuelle de 15,9 °C. Le cumul annuel moyen de précipitations est de 712 mm, avec 12,1 jours de précipitations en janvier et 7,9 jours en juillet. Pour la période 1991-2020, la température moyenne annuelle observée sur la station météorologique de Météo-France la plus proche, « Dosnon », sur la commune de Dosnon à 7 km à vol d'oiseau, est de 11,0 °C et le cumul annuel moyen de précipitations est de 698,3 mm. 
La température maximale relevée sur cette station est de 41,6 °C, atteinte le 25 juillet 2019 ; la température minimale est de −25,8 °C, atteinte le 14 février 1956,,.
Les paramètres climatiques de la commune ont été estimés pour le milieu du siècle (2041-2070) selon différents scénarios d'émission de gaz à effet de serre à partir des nouvelles projections climatiques de référence DRIAS-2020. Ils sont consultables sur un site dédié publié par Météo-France en novembre 2022.

## Urbanisme

### Typologie
Au 1er janvier 2024, Mailly-le-Camp est catégorisée bourg rural, selon la nouvelle grille communale de densité à 7 niveaux définie par l'Insee en 2022.
Elle est située hors unité urbaine et hors attraction des villes,.

### Occupation des sols
L'occupation des sols de la commune, telle qu'elle ressort de la base de données européenne d’occupation biophysique des sols Corine Land Cover (CLC), est marquée par l'importance des territoires agricoles (91,2 % en 2018), en augmentation par rapport à 1990 (90,3 %). La répartition détaillée en 2018 est la suivante : 
terres arables (90,5 %), zones industrielles ou commerciales et réseaux de communication (3,9 %), zones urbanisées (3,3 %), forêts (1,6 %), zones agricoles hétérogènes (0,7 %). L'évolution de l’occupation des sols de la commune et de ses infrastructures peut être observée sur les différentes représentations cartographiques du territoire : la carte de Cassini (XVIIIe siècle), la carte d'état-major (1820-1866) et les cartes ou photos aériennes de l'IGN pour la période actuelle (1950 à aujourd'hui).

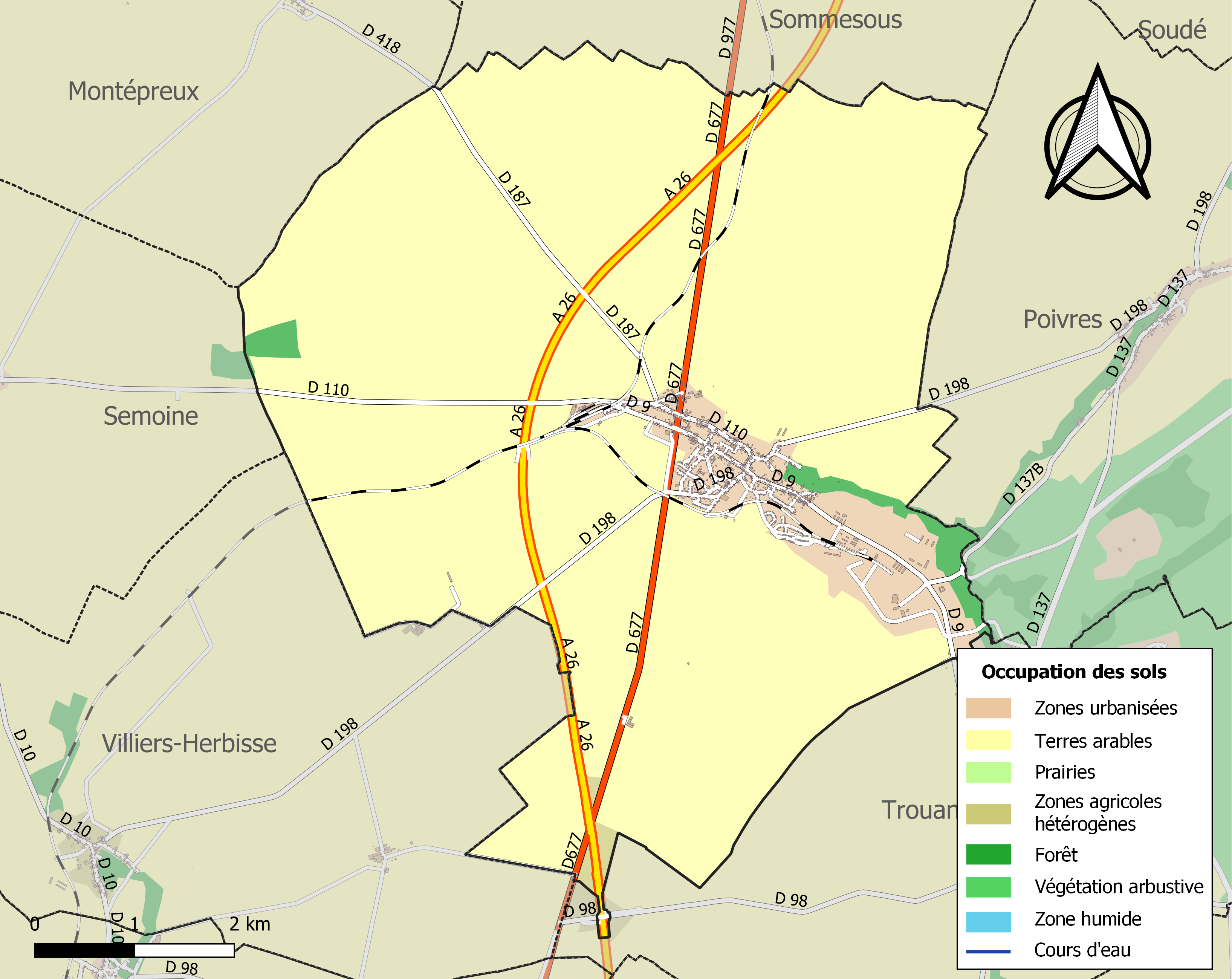
Carte des infrastructures et de l'occupation des sols de la commune en 2018 (CLC).

## Histoire

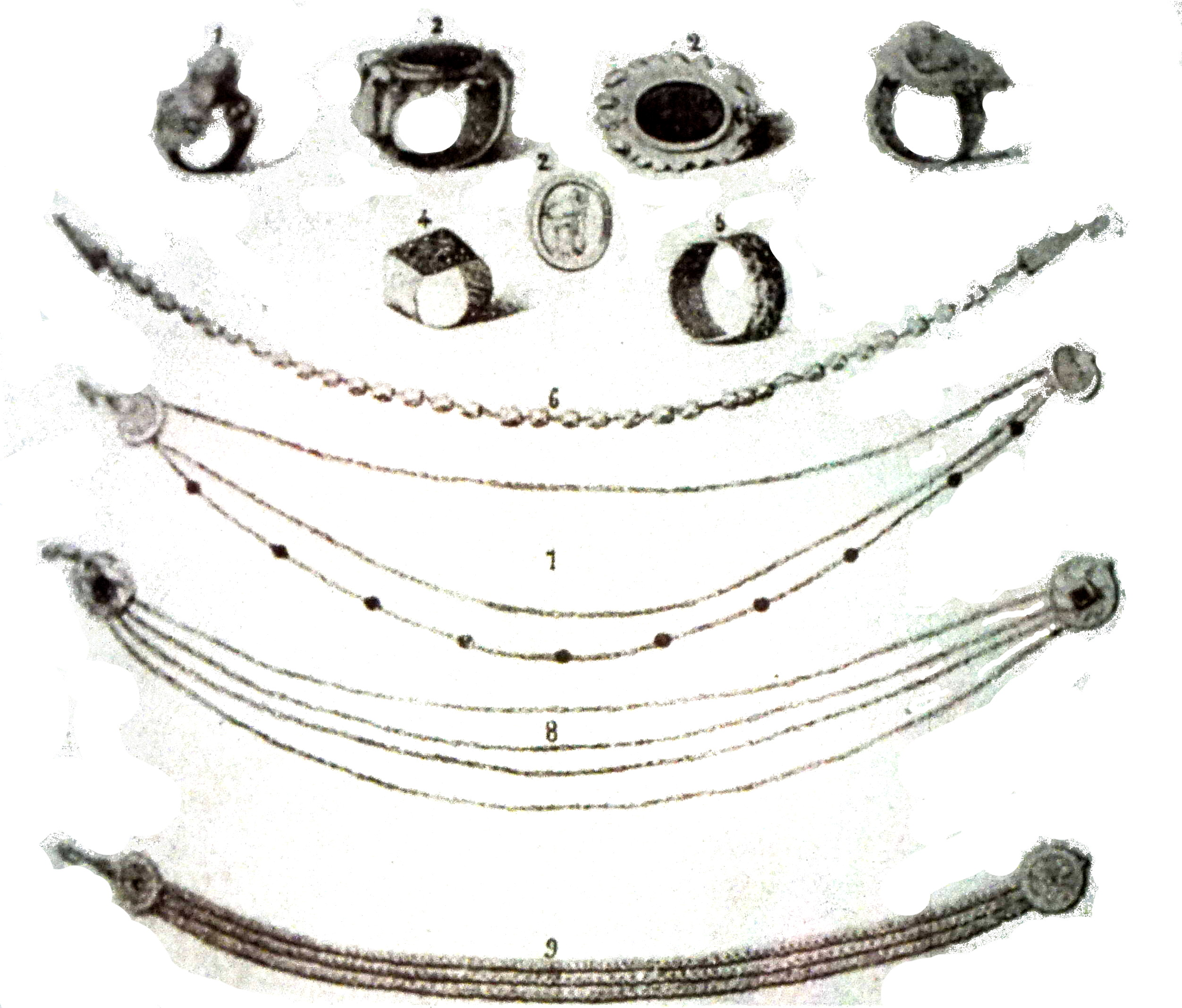
Objets romains découverts en 1830.

### Toponymie
Le nom du village a connu différentes formes au cours des âges : Mailliacus (859), Mailli (1181), Maillacum (1201), Mailleyum (1292), Mailley (1293), Mailly (1504) pour finalement devenir Mailly-le-Camp le 29 décembre 1905 par décret du Président de la République.

### Le camp militaire
Le vaste camp militaire de Mailly a été créé en 1902, sur une superficie de 11 170 hectares (superficie légèrement supérieure à celle de Paris intra muros). Les bases de l'organisation du baraquement des troupes ont été données par la dépêche ministérielle du 27 décembre 1900. Les effectifs à loger correspondaient alors à environ 350 officiers, 10 700 hommes et 690 chevaux. 17 852 parcelles dont 11 fermes et le hameau des Fenus ont été expropriés.
Il fut utilisé par les Allemands pendant la Seconde Guerre mondiale.
Dans la nuit du 3 au 4 mai 1944, le camp fut frappé par un bombardement d'envergure.
Il a été choisi pour l'implantation de l'usine de destruction d'armes chimiques du programme SECOIA.
La ville de Mailly est la garnison du CENTAC - 1er BC, du CECPC - 3e RA, du 5e régiments de dragons et de la Force d'Expérimentation du Combat Scorpion (FECS).

## Démographie
L'évolution du nombre d'habitants est connue à travers les recensements de la population effectués dans la commune depuis 1793. Pour les communes de moins de 10 000 habitants, une enquête de recensement portant sur toute la population est réalisée tous les cinq ans, les populations de référence des années intermédiaires étant quant à elles estimées par interpolation ou extrapolation. Pour la commune, le premier recensement exhaustif entrant dans le cadre du nouveau dispositif a été réalisé en 2005.

En 2022, la commune comptait 2 012 habitants, en évolution de +30,14 % par rapport à 2016 (Aube : +0,7 %, France hors Mayotte : +2,11 %).
| 1793 | 1800 | 1806 | 1821 | 1831 | 1836 | 1841 | 1846 | 1851 |
| ---- | ---- | ---- | ---- | ---- | ---- | ---- | ---- | ---- |
| 737  | 655  | 713  | 636  | 684  | 650  | 652  | 651  | 643  |

| 1856 | 1861 | 1866 | 1872 | 1876 | 1881 | 1886 | 1891 | 1896 |
| ---- | ---- | ---- | ---- | ---- | ---- | ---- | ---- | ---- |
| 651  | 642  | 633  | 571  | 582  | 549  | 553  | 545  | 491  |

| 1901 | 1906 | 1911  | 1921  | 1926  | 1931  | 1936  | 1946  | 1954  |
| ---- | ---- | ----- | ----- | ----- | ----- | ----- | ----- | ----- |
| 473  | 911  | 1 127 | 2 429 | 3 462 | 3 106 | 2 871 | 1 475 | 2 123 |

| 1962  | 1968  | 1975  | 1982  | 1990  | 1999  | 2005  | 2006  | 2010  |
| ----- | ----- | ----- | ----- | ----- | ----- | ----- | ----- | ----- |
| 1 448 | 1 490 | 1 593 | 1 589 | 1 375 | 1 423 | 1 614 | 1 619 | 1 777 |

| 2015  | 2020  | 2022  | - | - | - | - | - | - |
| ----- | ----- | ----- | - | - | - | - | - | - |
| 1 561 | 2 038 | 2 012 | - | - | - | - | - | - |

## Lieux et monuments
Mailly comprenait autrefois un hameau appelé Romaincourt (Remainecourt dans les écrits du XVIIIe siècle) qui correspondait à la partie du pays dénommée encore aujourd'hui Petit-Mailly, et des écarts disparus depuis plus d'un siècle : Vautrepuis, le prieuré de la Perthe et la ferme de Sainte Suzanne.
- Croix de chemin de Mailly-le-Camp, monument historique[24].

### Église Saint-Jean-Baptiste
Du Petit-Mailly, cette église datant du XIIe siècle est classée aux monuments historiques.
Son clocher a été détruit par la tempête du 26 décembre 1999. Des travaux de sauvegardes ont été entrepris, mais le clocher n'a pas été reconstruit. L'église est aujourd'hui condamnée et ne peut être visitée. Seul le cimetière attenant est accessible.

### Église Saint-Martin
L'église Saint-Martin du Grand-Mailly est un monument du XIIe et du XVIe siècle. La grande flèche octogonale de 25 mètres de hauteur et couverte d'ardoises fut détruite par le cyclone du 30 juin 1905 qui ravagea également deux maisons et seize granges.
- Chapelle Sainte-Barbe du camp de Mailly.
- Chapelle Notre-Dame de la Perthe.

## Héraldique
| Blason de Mailly-le-Camp | Tranché : au 1er de gueules à l'épée d'argent garnie d'or, au 2e d'azur aux trois épis de blé d'or en éventail, à la bande d'argent côtoyée de deux doubles cotices potencées et contre-potencées d'or brochant sur la partition. |

## Accès

### Routes
- Par l'autoroute A26, sortie no 20 (Sommesous).
- Par routes départementales :
  - RD677 entre Arcis-sur-Aube et Sommesous.
  - RD198 entre Villiers-Herbisse et Poivres.
  - RD110 entre Semoine et Mailly-le-Camp.
  - RD187 entre Montépreux (RD418) et Mailly-le-Camp.
  - RD9 entre Trouans et Mailly-le-Camp.
- Par autocars :
  - Ligne régulière no 7 Troyes (gare routière) ⇒ Arcis ⇒ Mailly[25].
  - Ligne régulière no 5 TransChampagneArdenne Troyes ⇒ Châlons-en-Champagne[26].

### Trains
- Gare de Troyes, taxis disponibles sur la place de la gare.

### Avions
- aérodrome Troyes-Barberey
- aéroport international de Vatry